# Cyzenis incrassata
Cyzenis incrassata là một loài ruồi trong họ Tachinidae.